# سیسیلیا بوزات
سیسیلیا بوزات (انگلیسی: Cecilia Bouzat؛ زادهٔ ۱۰ نوامبر ۱۹۶۱) یک بیوشیمیدان آرژانتینی است که به مطالعه اختلالات عصبی می‌پردازد. بوزات در سال ۲۰۱۴ توسط جایزه لورئال-یونسکو برای زنان در علم از او به عنوان برنده آمریکای لاتین تجلیل شد. در سال ۲۰۱۵، او در فهرست ۱۰۰ زن بی‌بی‌سی قرار گرفت.

## اوایل زندگی و تحصیل
سیسیلیا بوزات در ۱۰ دسامبر ۱۹۶۱ در باییا بلانکا، آرژانتین به دنیا آمد. والدین و پدربزرگ او پزشک بودند و او سومین فرزند از شش فرزند خانواده بود و از همان دوران تحصیل به علم علاقه‌مند شد. در سال دوم یا سوم دانشگاه، بوزات به این باور رسید که می‌خواهد حرفه‌اش را در علوم پایه‌ریزی کند. او مدرک کارشناسی و دکترای خود را در رشتهٔ علوم بیوشیمی از دانشگاه ملی سور در باییا بلانکا، بوئنوس آیرس، آرژانتین دریافت کرد. پس از اتمام تحصیلات پیشرفته، بوزات در سال ۱۹۹۴ دورهٔ فوق‌دکترای خود را در مایو کلینیک در روچستر، مینه‌سوتا، ایالات متحده آمریکا به پایان رساند.

## پژوهش‌ها
تحقیقات بوزات بر روی سیستم عصبی و نحوه ارتباط بین سلول‌های مغز و عضلات متمرکز بوده است. مطالعات اولیه او حول این موضوع بود که چگونه گیرنده‌های حلقه-سیستئینی در سیناپس‌ها نقش دارند و ارتباط سریع بین نورون‌ها را ممکن می‌سازند و همچنین چگونه داروها و ترکیبات می‌توانند عملکرد پروتئین‌های غشایی خاص سیستم عصبی را تغییر دهند. تغییرات در گیرنده‌های نیکوتینی عصبی با اختلالات عصبی مرتبط است. طبق گزارشی که روزنامه کلارین از تحقیقات او تهیه کرده است، بوزات آنچه را که در کارهای معمول خود مطالعه می‌کند، اینگونه توضیح داده است: «یک نورون یک انتقال دهنده عصبی آزاد می‌کند که به یک گیرنده بسیار خاص متصل می‌شود. این گیرنده پاسخی را در نورون دیگر یا عضله ایجاد می‌کند. اگر گیرنده‌ای که به انتقال‌دهنده عصبی متصل می‌شود به دلیل داشتن جهش، عملکرد نادرست داشته باشد، تمام ارتباطات عصبی از کار می‌افتد.»

## حرفه
در حال حاضر، بوزات پژوهشگر اصلی شورای ملی تحقیقات علمی و فنی آرژانتین (CONICET) و معاون مدیر مؤسسه تحقیقات بیوشیمیایی خلیج سفید (INIBIBB) در آرژانتین است. او مرکز تحقیقات بیوشیمی را هدایت می‌کند و همچنین استاد کمکی داروشناسی در دانشگاه ملی سور در زادگاهش، باییا بلانکا، است. بوزات عضو پژوهشی شورای ملی تحقیقات آرژانتین نیز می‌باشد.
او همچنین به عنوان رئیس انجمن تحقیقات علوم اعصاب آرژانتین (SAN) (۲۰۰۹–۲۰۰۸) و رئیس کمیته منطقه ای سازمان بین‌المللی تحقیقات مغز (۲۰۱۶–۲۰۲۰) انتخاب شد. او دستیار ویراستار مجله بین‌المللی مولیکولار فارماکولوژی است.

## دستاورها و جوایز
در سال ۲۰۰۵، بوزات به عنوان پژوهشگر موسسه گوگنهایم در علوم طبیعی انتخاب شد. در سال ۲۰۰۷، او موفق به دریافت بورسیه تحقیقاتی از همان نهادی شد که جایزه‌های لورئال-یونسکو برای زنان در علم را اعطا می‌کند. جایزه‌ای که او در سال ۲۰۱۴ دریافت کرد، هر ساله به پنج زن از نقاط مختلف جهان به خاطر تحقیقات علمی‌شان اعطا می‌شود. بوزات سومین آرژانتینی بود که این جایزه را دریافت کرد. او به عنوان برنده منطقه آمریکای لاتین از سوی لورئال-یونسکو برای تحقیقات مستمر و نقشش به عنوان یک دانشمند زن پیشرو در تحقیقات علمی مورد تقدیر قرار گرفت. در بیانیه این جایزه آمده است: «برای مشارکت او در درک چگونگی ارتباط سلول‌های مغز با یکدیگر و با عضلات». در نتیجه این موفقیت، او توسط وزیر علوم آرژانتین، لینو بارانائو، و رئیس‌جمهور آرژانتین، کریستینا فرناندز د کیرشنر، مورد استقبال و تبریک قرار گرفت.